# Tujing
Tujing (kinesiska: 涂井) är en socken i sydvästra Kina. Den ligger i Zhong härad i storstadsområdet Chongqing, omkring 180 kilometer nordost om det centrala stadsdistriktet Yuzhong. Antalet invånare är 16 018. Befolkningen består av 8 053 kvinnor och 7 965 män. Barn under 15 år utgör 22,0 %, vuxna 15-64 år 61 %, och äldre över 65 år 16,0 %.